# Kammarrätt
Ein Kammarrätt ist in Schweden das Appellationsgericht der Verwaltungsgerichtsbarkeit und Erstinstanz für Beschwerde, wenn ausnahmsweise die Herausgabe von Informationen oder Unterlagen durch eine Behörde gemäß dem Öffentlichkeitsprinzip verweigert wird.
Seit 1977 gibt es vier Verwaltungsappellationsgerichte, die in Stockholm, Göteborg, Sundsvall und Jönköping tagen. Rechtsmittel gegen Entscheidungen des Kammarrätts sind zum Regeringsrätten gegeben.